# Rollercoaster (The Adicts)
Rollercoaster è il settimo album di studio del gruppo punk inglese The Adicts, pubblicato il 19 aprile 2005 su SOS Records.

## Tracce
- Tutte le tracce scritte dai The Adicts.

1. Let's Have a Party - 3:22
2. Do It to Me - 2:30
3. Youth - 3:30
4. Bad Girl - 3:23
5. Cheese Tomato Man - 3:46
6. Make My Day - 2:51
7. Something You Need - 4:19
8. Men in Black - 3:01
9. Rollercoaster - 3:52
10. Hello Farewell Goodbye - 2:30
11. Daydreamers - 6:07
12. Untitled - 3:56

## Crediti[2]
- Keith Monkey Warren - voce
- Pete Dee Davidson - chitarra, voce d'accompagnamento, sintetizzatore, produttore, missaggio
- Mel Scruff Ellis - chitarra, voce
- Mel Ellis - basso
- Kid Dee Davidson - batteria, arrangiamenti, voce d'accompagnamento
- Dan Gratziani - violino